# Stafsäters lövskog
Stafsäters lövskog är ett naturreservat i Linköpings kommun i Östergötlands län.
Området är naturskyddat sedan 2001 och är 58 hektar stort. Reservatet omfattar  sex områden runt Stavsätters gård med hagmarker med ädellöv, ädellövskog, sumpskog och enstaka barrträd.

## Bilder

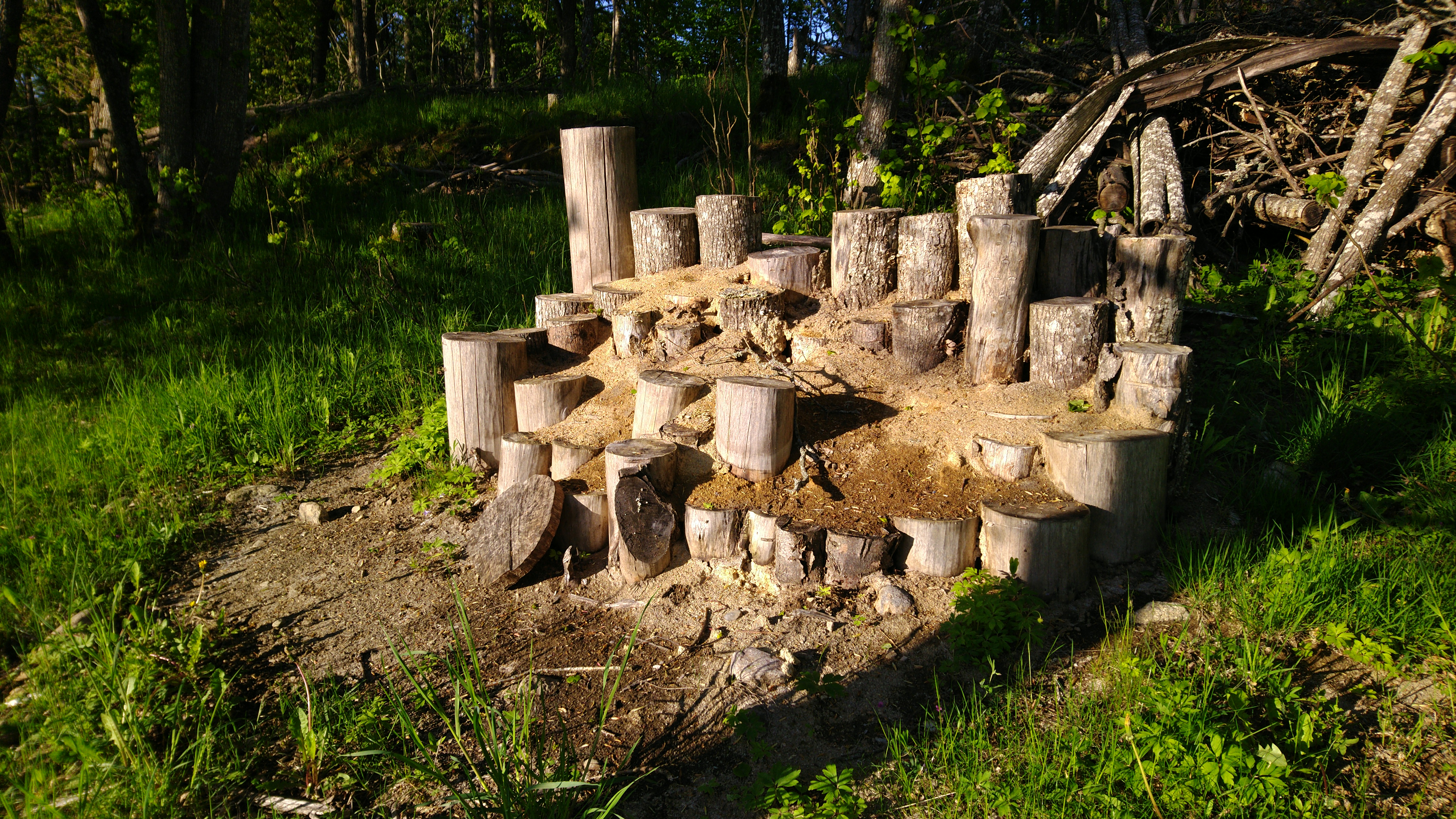
Ekoxekompost i Engelskan, Stafsäter.
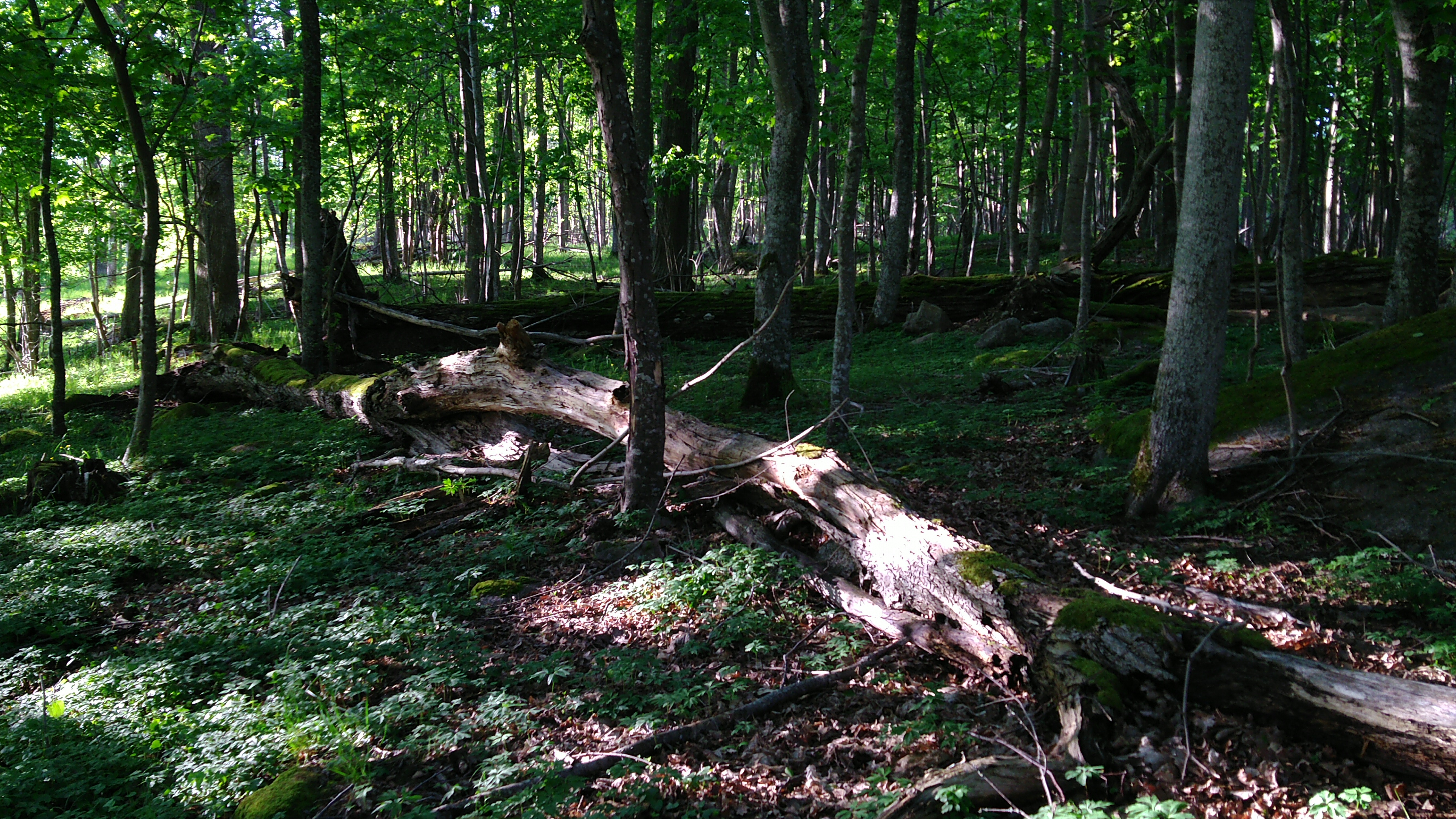
Skog i Engelskan, Stafsäters lövskogar naturreservat.
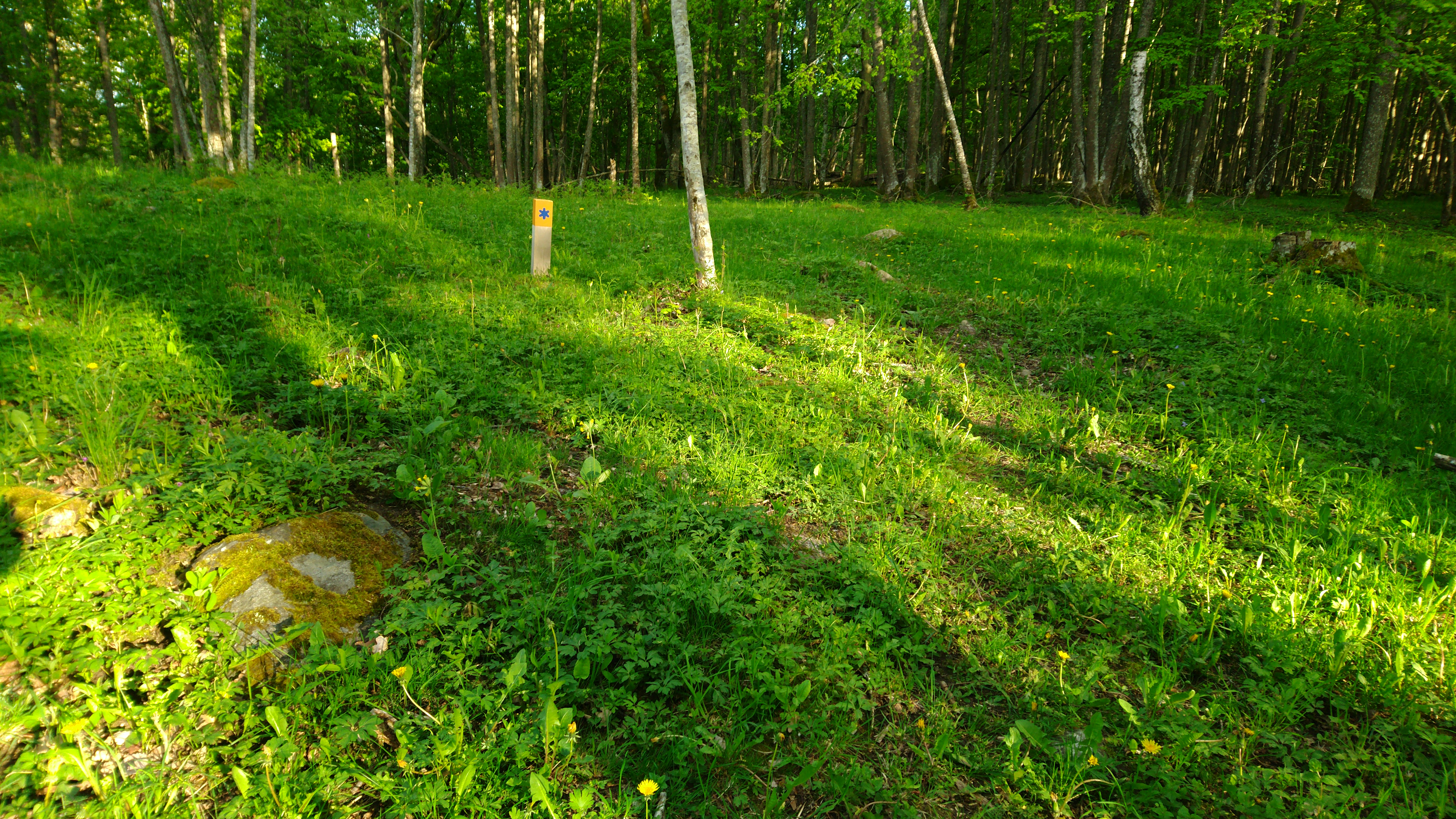
Engelska stigen, Stafsäters lövskog naturreservat. Välskyltad men inte så vältrampad.